# Critérium du Dauphiné 2021
La 73e édition du Critérium du Dauphiné a lieu du 30 mai au 6 juin 2021. La course se déroule sur un format de huit étapes entre Issoire et Les Gets.
L'épreuve fait partie du calendrier UCI World Tour 2021 en catégorie 2.UWT.

## Présentation

### Parcours
Après avoir été déplacé et raccourci à 5 étapes lors de son édition 2020, le  Critérium du Dauphiné 2021 retrouve son format habituel de 8 étapes mais est couru en respectant les normes en vigueur dans le contexte de la pandémie de Covid-19. Le départ et l'arrivée de la première étape se situent à Issoire dans le Puy-de-Dôme Les trois premières étapes dites auvergnates, bien qu'assez accidentées, ne présentent pas de grosses difficultés si ce n'est l'ascension du col de Peyra Taillade en début de deuxième étape et devraient faire le jeu des sprinteurs ou des attaquants. La quatrième étape qui se court contre-la-montre sur une distance de 16,4 kilomètres doit permettre aux rouleurs de se montrer. Les cinquième et sixième étapes sont des étapes de transition avec l'ascension du col de Porte et une arrivée en côte au Sappey-en-Chartreuse dans le massif de la Chartreuse pour la sixième étape. La course prend de l'altitude et devient intéressante pour les grimpeurs lors des deux dernières étapes dites alpestres avec une arrivée au sommet à La Plagne lors de la septième étape et une ascension du col de Joux Plane en dernière partie de la huitième et dernière étape dont l'arrivée se situe aux Gets.

### Équipes
Vingt-et-une équipes participent à ce Critérium du Dauphiné - les 19 WorldTeams et 2 ProTeams :
| WorldTeams (19)- AG2R Citroën Team - Astana-Premier Tech - Bahrain Victorious - Bora-Hansgrohe - Cofidis - Deceuninck-Quick Step - EF Education-Nippo - Groupama-FDJ - Ineos Grenadiers - Intermarché-Wanty-Gobert Matériaux - Israel Start-Up Nation - Jumbo-Visma - Lotto Soudal - Movistar Team - Team BikeExchange - Team DSM - Qhubeka Assos - Trek-Segafredo - UAE Team Emirates ProTeams (2)- Arkéa-Samsic - B&B Hotels p/b KTM |
| |

### Principaux coureurs
En l'absence des deux premiers au classement UCI Primož Roglič (Jumbo-Visma) et Tadej Pogačar (UAE Team Emirates) ainsi que du Colombien Daniel Martínez, vainqueur de la dernière édition, les favoris à la victoire finale sont nombreux.
L'équipe Ineos-Grenadiers présente plusieurs coureurs pouvant jouer la gagne : les Britanniques Geraint Thomas, vainqueur en 2018 et Tao Geoghegan Hart, ainsi que l'Australien Richie Porte. La formation britannique doit faire face à la concurrence des Espagnols Ion Izagirre (Astana-Premier Tech), Alejandro Valverde et Enric Mas (Movistar), des Colombiens Miguel Ángel López (Movistar) et Nairo Quintana (Arkéa-Samsic) ou du Néerlandais Steven Kruijswijk (Jumbo-Visma). Les autres coureurs attendus pour un bon classement général sont David Gaudu (Groupama-FDJ), Guillaume Martin (Cofidis), Jonas Vingegaard (Jumbo-Visma), Brandon McNulty (UAE Emirates), Wilco Kelderman (Bora-Hansgrohe) et Sepp Kuss (Jumbo-Visma),. Le Britannique Chris Froome (Israel Start-Up Nation), triple vainqueur de l'épreuve, est aussi au départ.

## Étapes
| Étape     | Date   | Villes étapes                              | type                        | Distance (km) | Dénivelé (m) | Vainqueur d'étape  | Leader du classement général |
| --------- | ------ | ------------------------------------------ | --------------------------- | ------------- | ------------ | ------------------ | ---------------------------- |
| 1re étape | 30 mai | Issoire – Issoire                          | étape vallonnée             | 182,52        | 2 308 m      | Brent Van Moer     | Brent Van Moer               |
| 2e étape  | 31 mai | Brioude – Saugues                          | étape vallonnée             | 173,28        | 3 224 m      | Lukas Pöstlberger  | Lukas Pöstlberger            |
| 3e étape  | 1 juin | Langeac – Saint-Haon-le-Vieux              | étape vallonnée             | 171,56        | 2 095 m      | Sonny Colbrelli    | Lukas Pöstlberger            |
| 4e étape  | 2 juin | Firminy – Roche-la-Molière                 | contre-la-montre individuel | 16,53         | 317 m        | Alexey Lutsenko    | Lukas Pöstlberger            |
| 5e étape  | 3 juin | Saint-Chamond – Saint-Vallier              | étape vallonnée             | 171,04        | 2 209 m      | Geraint Thomas     | Lukas Pöstlberger            |
| 6e étape  | 4 juin | Loriol-sur-Drôme – Le Sappey-en-Chartreuse | étape de moyenne montagne   | 167,26        | 2 706 m      | Alejandro Valverde | Alexey Lutsenko              |
| 7e étape  | 5 juin | Saint-Martin-le-Vinoux – La Plagne         | étape de montagne           | 171,53        | 4 163 m      | Mark Padun         | Richie Porte                 |
| 8e étape  | 6 juin | La Léchère – Les Gets                      | étape de montagne           | 147           | 4 190 m      | Mark Padun         | Richie Porte                 |

## Classement par étapes

### 1reétape
Alors qu'il était dans l'échappée, Brent Van Moer parvient à résister au retour du peloton.
| \| Classement de l'étape \| Classement de l'étape \| Classement de l'étape \| Classement de l'étape \| Classement de l'étape \| \| Coureur \| Coureur \| Pays \| Équipe \| Temps \| \| --------------------- \| --------------------- \| --------------------- \| --------------------- \| --------------------- \| \| 1er \| Brent Van Moer \| Belgique \| Lotto-Soudal \| 4 h 13 min 00 s \| \| 2e \| Sonny Colbrelli \| Italie \| Bahrain Victorious \| + 25 s \| \| 3e \| Clément Venturini \| France \| AG2R Citroën Team \| + 25 s \| \| 4e \| Jasper Stuyven \| Belgique \| Trek-Segafredo \| + 25 s \| \| 5e \| Kaden Groves \| Australie \| Team BikeExchange \| + 25 s \| \| 6e \| Nils Politt \| Allemagne \| Bora-Hansgrohe \| + 25 s \| \| 7e \| Michał Kwiatkowski \| Pologne \| Ineos Grenadiers \| + 25 s \| \| 8e \| Kasper Asgreen \| Danemark \| Deceuninck-Quick Step \| + 25 s \| \| 9e \| Alex Aranburu \| Espagne \| Astana-Premier Tech \| + 25 s \| \| 10e \| Alejandro Valverde \| Espagne \| Movistar Team \| + 25 s \| |                    |           |                       |                 |
| |                    |           |                       |                 |
| Source : ProCyclingStats |                    |           |                       |                 |
| Classement de l'étape |                    |           |                       |                 |
| Coureur | Coureur            | Pays      | Équipe                | Temps           |
| 1er | Brent Van Moer     | Belgique  | Lotto-Soudal          | 4 h 13 min 00 s |
| 2e | Sonny Colbrelli    | Italie    | Bahrain Victorious    | + 25 s          |
| 3e | Clément Venturini  | France    | AG2R Citroën Team     | + 25 s          |
| 4e | Jasper Stuyven     | Belgique  | Trek-Segafredo        | + 25 s          |
| 5e | Kaden Groves       | Australie | Team BikeExchange     | + 25 s          |
| 6e | Nils Politt        | Allemagne | Bora-Hansgrohe        | + 25 s          |
| 7e | Michał Kwiatkowski | Pologne   | Ineos Grenadiers      | + 25 s          |
| 8e | Kasper Asgreen     | Danemark  | Deceuninck-Quick Step | + 25 s          |
| 9e | Alex Aranburu      | Espagne   | Astana-Premier Tech   | + 25 s          |
| 10e | Alejandro Valverde | Espagne   | Movistar Team         | + 25 s          |

| \| Classement général \| Classement général \| Classement général \| Classement général \| Classement général \| \| Coureur \| Coureur \| Pays \| Équipe \| Temps \| \| ------------------ \| ------------------ \| ------------------ \| --------------------- \| ------------------ \| \| 1er \| Brent Van Moer \| Belgique \| Lotto-Soudal \| 4 h 12 min 49 s \| \| 2e \| Sonny Colbrelli \| Italie \| Bahrain Victorious \| + 30 s \| \| 3e \| Clément Venturini \| France \| AG2R Citroën Team \| + 32 s \| \| 4e \| Patrick Gamper \| Autriche \| Bora-Hansgrohe \| + 33 s \| \| 5e \| Jasper Stuyven \| Belgique \| Trek-Segafredo \| + 36 s \| \| 6e \| Kaden Groves \| Australie \| Team BikeExchange \| + 36 s \| \| 7e \| Nils Politt \| Allemagne \| Bora-Hansgrohe \| + 36 s \| \| 8e \| Michał Kwiatkowski \| Pologne \| Ineos Grenadiers \| + 36 s \| \| 9e \| Kasper Asgreen \| Danemark \| Deceuninck-Quick Step \| + 36 s \| \| 10e \| Alex Aranburu \| Espagne \| Astana-Premier Tech \| + 36 s \| |                    |           |                       |                 |
| |                    |           |                       |                 |
| Source : ProCyclingStats |                    |           |                       |                 |
| Classement général |                    |           |                       |                 |
| Coureur | Coureur            | Pays      | Équipe                | Temps           |
| 1er | Brent Van Moer     | Belgique  | Lotto-Soudal          | 4 h 12 min 49 s |
| 2e | Sonny Colbrelli    | Italie    | Bahrain Victorious    | + 30 s          |
| 3e | Clément Venturini  | France    | AG2R Citroën Team     | + 32 s          |
| 4e | Patrick Gamper     | Autriche  | Bora-Hansgrohe        | + 33 s          |
| 5e | Jasper Stuyven     | Belgique  | Trek-Segafredo        | + 36 s          |
| 6e | Kaden Groves       | Australie | Team BikeExchange     | + 36 s          |
| 7e | Nils Politt        | Allemagne | Bora-Hansgrohe        | + 36 s          |
| 8e | Michał Kwiatkowski | Pologne   | Ineos Grenadiers      | + 36 s          |
| 9e | Kasper Asgreen     | Danemark  | Deceuninck-Quick Step | + 36 s          |
| 10e | Alex Aranburu      | Espagne   | Astana-Premier Tech   | + 36 s          |

### 2eétape
Alors qu'il était dans l'échappée, Lukas Pöstlberger parvient à résister au retour du peloton.
| \| Classement de l'étape \| Classement de l'étape \| Classement de l'étape \| Classement de l'étape \| Classement de l'étape \| \| Coureur \| Coureur \| Pays \| Équipe \| Temps \| \| --------------------- \| --------------------- \| --------------------- \| --------------------- \| --------------------- \| \| 1er \| Lukas Pöstlberger \| Autriche \| Bora-Hansgrohe \| 4 h 25 min 20 s \| \| 2e \| Sonny Colbrelli \| Italie \| Bahrain Victorious \| + 11 s \| \| 3e \| Alejandro Valverde \| Espagne \| Movistar Team \| + 11 s \| \| 4e \| Kasper Asgreen \| Danemark \| Deceuninck-Quick Step \| + 11 s \| \| 5e \| Sven Erik Bystrøm \| Norvège \| UAE Team Emirates \| + 11 s \| \| 6e \| Patrick Konrad \| Autriche \| Bora-Hansgrohe \| + 11 s \| \| 7e \| Ilan Van Wilder \| Belgique \| Team DSM \| + 11 s \| \| 8e \| Greg Van Avermaet \| Belgique \| AG2R Citroën Team \| + 11 s \| \| 9e \| Alex Aranburu \| Espagne \| Astana-Premier Tech \| + 11 s \| \| 10e \| David Gaudu \| France \| Groupama-FDJ \| + 11 s \| |                    |          |                       |                 |
| |                    |          |                       |                 |
| Source : ProCyclingStats |                    |          |                       |                 |
| Classement de l'étape |                    |          |                       |                 |
| Coureur | Coureur            | Pays     | Équipe                | Temps           |
| 1er | Lukas Pöstlberger  | Autriche | Bora-Hansgrohe        | 4 h 25 min 20 s |
| 2e | Sonny Colbrelli    | Italie   | Bahrain Victorious    | + 11 s          |
| 3e | Alejandro Valverde | Espagne  | Movistar Team         | + 11 s          |
| 4e | Kasper Asgreen     | Danemark | Deceuninck-Quick Step | + 11 s          |
| 5e | Sven Erik Bystrøm  | Norvège  | UAE Team Emirates     | + 11 s          |
| 6e | Patrick Konrad     | Autriche | Bora-Hansgrohe        | + 11 s          |
| 7e | Ilan Van Wilder    | Belgique | Team DSM              | + 11 s          |
| 8e | Greg Van Avermaet  | Belgique | AG2R Citroën Team     | + 11 s          |
| 9e | Alex Aranburu      | Espagne  | Astana-Premier Tech   | + 11 s          |
| 10e | David Gaudu        | France   | Groupama-FDJ          | + 11 s          |

| \| Classement général \| Classement général \| Classement général \| Classement général \| Classement général \| \| Coureur \| Coureur \| Pays \| Équipe \| Temps \| \| ------------------ \| ------------------ \| ------------------ \| --------------------- \| ------------------ \| \| 1er \| Lukas Pöstlberger \| Autriche \| Bora-Hansgrohe \| 8 h 38 min 32 s \| \| 2e \| Sonny Colbrelli \| Italie \| Bahrain Victorious \| + 12 s \| \| 3e \| Alejandro Valverde \| Espagne \| Movistar Team \| + 20 s \| \| 4e \| Kasper Asgreen \| Danemark \| Deceuninck-Quick Step \| + 24 s \| \| 5e \| Alex Aranburu \| Espagne \| Astana-Premier Tech \| + 24 s \| \| 6e \| Patrick Konrad \| Autriche \| Bora-Hansgrohe \| + 24 s \| \| 7e \| Michael Valgren \| Danemark \| EF Education-Nippo \| + 24 s \| \| 8e \| Guillaume Martin \| France \| Cofidis \| + 24 s \| \| 9e \| Geraint Thomas \| Royaume-Uni \| Ineos Grenadiers \| + 24 s \| \| 10e \| Ilan Van Wilder \| Belgique \| Team DSM \| + 24 s \| |                    |             |                       |                 |
| |                    |             |                       |                 |
| Source : ProCyclingStats |                    |             |                       |                 |
| Classement général |                    |             |                       |                 |
| Coureur | Coureur            | Pays        | Équipe                | Temps           |
| 1er | Lukas Pöstlberger  | Autriche    | Bora-Hansgrohe        | 8 h 38 min 32 s |
| 2e | Sonny Colbrelli    | Italie      | Bahrain Victorious    | + 12 s          |
| 3e | Alejandro Valverde | Espagne     | Movistar Team         | + 20 s          |
| 4e | Kasper Asgreen     | Danemark    | Deceuninck-Quick Step | + 24 s          |
| 5e | Alex Aranburu      | Espagne     | Astana-Premier Tech   | + 24 s          |
| 6e | Patrick Konrad     | Autriche    | Bora-Hansgrohe        | + 24 s          |
| 7e | Michael Valgren    | Danemark    | EF Education-Nippo    | + 24 s          |
| 8e | Guillaume Martin   | France      | Cofidis               | + 24 s          |
| 9e | Geraint Thomas     | Royaume-Uni | Ineos Grenadiers      | + 24 s          |
| 10e | Ilan Van Wilder    | Belgique    | Team DSM              | + 24 s          |

### 3eétape
La 3e étape part de Langeac, passe par Fix-Saint-Georges, Allègre, Craponne-sur-Arzon, Viverols, le col des Limites, Montbrison, Boën-sur-Lignon, Saint-Germain-Laval et se termine à Saint-Haon-le-Vieux.
Omer Goldstein (Israel Start-Up Nation) et Loïc Vliegen (Intermarché-Wanty Gobert) sont repris à environ vingt-cinq kilomètres de l'arrivée. Dans les derniers cinq cent mètres Aranburu accélère mais Sonny Colbrelli arrive à le dépasser avant la ligne.
« Colbrelli, sans trembler », sur le site officiel, 1er juin 2021
| \| Classement de l'étape \| Classement de l'étape \| Classement de l'étape \| Classement de l'étape \| Classement de l'étape \| \| Coureur \| Coureur \| Pays \| Équipe \| Temps \| \| --------------------- \| --------------------- \| --------------------- \| --------------------- \| --------------------- \| \| 1er \| Sonny Colbrelli \| Italie \| Bahrain Victorious \| 3 h 56 min 36 s \| \| 2e \| Alex Aranburu \| Espagne \| Astana-Premier Tech \| + 0 s \| \| 3e \| Brandon McNulty \| États-Unis \| UAE Team Emirates \| + 0 s \| \| 4e \| Jasper Stuyven \| Belgique \| Trek-Segafredo \| + 0 s \| \| 5e \| Wilco Kelderman \| Pays-Bas \| Bora-Hansgrohe \| + 0 s \| \| 6e \| Clément Venturini \| France \| AG2R Citroën Team \| + 0 s \| \| 7e \| Carlos Barbero \| Espagne \| Qhubeka Assos \| + 0 s \| \| 8e \| Clément Russo \| France \| Arkéa-Samsic \| + 0 s \| \| 9e \| Tim Wellens \| Belgique \| Lotto-Soudal \| + 0 s \| \| 10e \| Kasper Asgreen \| Danemark \| Deceuninck-Quick Step \| + 0 s \| |                   |            |                       |                 |
| |                   |            |                       |                 |
| Source : ProCyclingStats |                   |            |                       |                 |
| Classement de l'étape |                   |            |                       |                 |
| Coureur | Coureur           | Pays       | Équipe                | Temps           |
| 1er | Sonny Colbrelli   | Italie     | Bahrain Victorious    | 3 h 56 min 36 s |
| 2e | Alex Aranburu     | Espagne    | Astana-Premier Tech   | + 0 s           |
| 3e | Brandon McNulty   | États-Unis | UAE Team Emirates     | + 0 s           |
| 4e | Jasper Stuyven    | Belgique   | Trek-Segafredo        | + 0 s           |
| 5e | Wilco Kelderman   | Pays-Bas   | Bora-Hansgrohe        | + 0 s           |
| 6e | Clément Venturini | France     | AG2R Citroën Team     | + 0 s           |
| 7e | Carlos Barbero    | Espagne    | Qhubeka Assos         | + 0 s           |
| 8e | Clément Russo     | France     | Arkéa-Samsic          | + 0 s           |
| 9e | Tim Wellens       | Belgique   | Lotto-Soudal          | + 0 s           |
| 10e | Kasper Asgreen    | Danemark   | Deceuninck-Quick Step | + 0 s           |

| \| Classement général \| Classement général \| Classement général \| Classement général \| Classement général \| \| Coureur \| Coureur \| Pays \| Équipe \| Temps \| \| ------------------ \| ------------------ \| ------------------ \| --------------------- \| ------------------ \| \| 1er \| Lukas Pöstlberger \| Autriche \| Bora-Hansgrohe \| 12 h 35 min 08 s \| \| 2e \| Sonny Colbrelli \| Italie \| Bahrain Victorious \| + 2 s \| \| 3e \| Alex Aranburu \| Espagne \| Astana-Premier Tech \| + 18 s \| \| 4e \| Alejandro Valverde \| Espagne \| Movistar Team \| + 20 s \| \| 5e \| Kasper Asgreen \| Danemark \| Deceuninck-Quick Step \| + 23 s \| \| 6e \| Quentin Pacher \| France \| B&B Hotels p/b KTM \| + 24 s \| \| 7e \| Patrick Konrad \| Autriche \| Bora-Hansgrohe \| + 24 s \| \| 8e \| Geraint Thomas \| Royaume-Uni \| Ineos Grenadiers \| + 24 s \| \| 9e \| Ilan Van Wilder \| Belgique \| Team DSM \| + 24 s \| \| 10e \| Steven Kruijswijk \| Pays-Bas \| Jumbo-Visma \| + 24 s \| |                    |             |                       |                  |
| |                    |             |                       |                  |
| Source : ProCyclingStats |                    |             |                       |                  |
| Classement général |                    |             |                       |                  |
| Coureur | Coureur            | Pays        | Équipe                | Temps            |
| 1er | Lukas Pöstlberger  | Autriche    | Bora-Hansgrohe        | 12 h 35 min 08 s |
| 2e | Sonny Colbrelli    | Italie      | Bahrain Victorious    | + 2 s            |
| 3e | Alex Aranburu      | Espagne     | Astana-Premier Tech   | + 18 s           |
| 4e | Alejandro Valverde | Espagne     | Movistar Team         | + 20 s           |
| 5e | Kasper Asgreen     | Danemark    | Deceuninck-Quick Step | + 23 s           |
| 6e | Quentin Pacher     | France      | B&B Hotels p/b KTM    | + 24 s           |
| 7e | Patrick Konrad     | Autriche    | Bora-Hansgrohe        | + 24 s           |
| 8e | Geraint Thomas     | Royaume-Uni | Ineos Grenadiers      | + 24 s           |
| 9e | Ilan Van Wilder    | Belgique    | Team DSM              | + 24 s           |
| 10e | Steven Kruijswijk  | Pays-Bas    | Jumbo-Visma           | + 24 s           |

### 4eétape
Cette étape courue contre-la-montre voit deux coureurs de la formation Astana se placer aux deux premières places : la victoire revient au Kazakh Alexey Lutsenko devant l'Espagnol Ion Izagirre. Le leader du classement général Lukas Pöstlberger arrivé neuvième à 23 secondes du vainqueur conserve son maillot jaune pour une petite seconde.
| \| Classement de l'étape \| Classement de l'étape \| Classement de l'étape \| Classement de l'étape \| Classement de l'étape \| \| Coureur \| Coureur \| Pays \| Équipe \| Temps \| \| --------------------- \| --------------------- \| --------------------- \| --------------------- \| --------------------- \| \| 1er \| Alexey Lutsenko \| Kazakhstan \| Astana-Premier Tech \| 21 min 36 s \| \| 2e \| Ion Izagirre \| Espagne \| Astana-Premier Tech \| + 8 s \| \| 3e \| Kasper Asgreen \| Danemark \| Deceuninck-Quick Step \| + 9 s \| \| 4e \| Wilco Kelderman \| Pays-Bas \| Bora-Hansgrohe \| + 12 s \| \| 5e \| Ilan Van Wilder \| Belgique \| Team DSM \| + 13 s \| \| 6e \| Richie Porte \| Australie \| Ineos Grenadiers \| + 15 s \| \| 7e \| Jonas Vingegaard \| Danemark \| Jumbo-Visma \| + 17 s \| \| 8e \| Brandon McNulty \| États-Unis \| UAE Team Emirates \| + 21 s \| \| 9e \| Lukas Pöstlberger \| Autriche \| Bora-Hansgrohe \| + 23 s \| \| 10e \| Geraint Thomas \| Royaume-Uni \| Ineos Grenadiers \| + 23 s \| |                   |             |                       |             |
| |                   |             |                       |             |
| Source : ProCyclingStats |                   |             |                       |             |
| Classement de l'étape |                   |             |                       |             |
| Coureur | Coureur           | Pays        | Équipe                | Temps       |
| 1er | Alexey Lutsenko   | Kazakhstan  | Astana-Premier Tech   | 21 min 36 s |
| 2e | Ion Izagirre      | Espagne     | Astana-Premier Tech   | + 8 s       |
| 3e | Kasper Asgreen    | Danemark    | Deceuninck-Quick Step | + 9 s       |
| 4e | Wilco Kelderman   | Pays-Bas    | Bora-Hansgrohe        | + 12 s      |
| 5e | Ilan Van Wilder   | Belgique    | Team DSM              | + 13 s      |
| 6e | Richie Porte      | Australie   | Ineos Grenadiers      | + 15 s      |
| 7e | Jonas Vingegaard  | Danemark    | Jumbo-Visma           | + 17 s      |
| 8e | Brandon McNulty   | États-Unis  | UAE Team Emirates     | + 21 s      |
| 9e | Lukas Pöstlberger | Autriche    | Bora-Hansgrohe        | + 23 s      |
| 10e | Geraint Thomas    | Royaume-Uni | Ineos Grenadiers      | + 23 s      |

| \| Classement général \| Classement général \| Classement général \| Classement général \| Classement général \| \| Coureur \| Coureur \| Pays \| Équipe \| Temps \| \| ------------------ \| ------------------ \| ------------------ \| --------------------- \| ------------------ \| \| 1er \| Lukas Pöstlberger \| Autriche \| Bora-Hansgrohe \| 12 h 57 min 07 s \| \| 2e \| Alexey Lutsenko \| Kazakhstan \| Astana-Premier Tech \| + 1 s \| \| 3e \| Kasper Asgreen \| Danemark \| Deceuninck-Quick Step \| + 9 s \| \| 4e \| Ion Izagirre \| Espagne \| Astana-Premier Tech \| + 9 s \| \| 5e \| Wilco Kelderman \| Pays-Bas \| Bora-Hansgrohe \| + 13 s \| \| 6e \| Ilan Van Wilder \| Belgique \| Team DSM \| + 14 s \| \| 7e \| Richie Porte \| Australie \| Ineos Grenadiers \| + 16 s \| \| 8e \| Geraint Thomas \| Royaume-Uni \| Ineos Grenadiers \| + 24 s \| \| 9e \| Patrick Konrad \| Autriche \| Bora-Hansgrohe \| + 32 s \| \| 10e \| Ben O'Connor \| Australie \| AG2R Citroën Team \| + 34 s \| |                   |             |                       |                  |
| |                   |             |                       |                  |
| Source : ProCyclingStats |                   |             |                       |                  |
| Classement général |                   |             |                       |                  |
| Coureur | Coureur           | Pays        | Équipe                | Temps            |
| 1er | Lukas Pöstlberger | Autriche    | Bora-Hansgrohe        | 12 h 57 min 07 s |
| 2e | Alexey Lutsenko   | Kazakhstan  | Astana-Premier Tech   | + 1 s            |
| 3e | Kasper Asgreen    | Danemark    | Deceuninck-Quick Step | + 9 s            |
| 4e | Ion Izagirre      | Espagne     | Astana-Premier Tech   | + 9 s            |
| 5e | Wilco Kelderman   | Pays-Bas    | Bora-Hansgrohe        | + 13 s           |
| 6e | Ilan Van Wilder   | Belgique    | Team DSM              | + 14 s           |
| 7e | Richie Porte      | Australie   | Ineos Grenadiers      | + 16 s           |
| 8e | Geraint Thomas    | Royaume-Uni | Ineos Grenadiers      | + 24 s           |
| 9e | Patrick Konrad    | Autriche    | Bora-Hansgrohe        | + 32 s           |
| 10e | Ben O'Connor      | Australie   | AG2R Citroën Team     | + 34 s           |

### 5eétape
Dès le début de l'étape, une échappée de huit hommes prend de l'avance sur le peloton. Parmi les échappés, se trouve le champion du Danemark Kasper Asgreen (Deceuninck-Quick Step), classé troisième du classement général à 9 secondes du maillot jaune. Le peloton emmené par les équipes Bora-Hansgrohe du maillot jaune et Bahrain du maillot vert mène la chasse et reprend les fuyards. Le dernier à être repris est le Tchèque Josef Černý, à 48 kilomètres de l'arrivée. Le Norvégien Sven Erik Bystrøm (UAE) sort du peloton à 37 kilomètres du terme et reste seul en tête jusqu'au km 14 avant l'arrivée. Le peloton se dirige alors vers une arrivée au sprint quand, juste après le passage sous la flamme rouge, le Britannique Geraint Thomas (Ineos Grenadiers), place une solide accélération à la sortie d'un virage serré et distance de quelques dizaines de mètres l'avant du peloton. Sur la ligne d'arrivée, Thomas parvient à conserver une roue d'avance sur le maillot vert Sonny Colbrelli (Bahrain) revenu à toute vitesse.
| \| Classement de l'étape \| Classement de l'étape \| Classement de l'étape \| Classement de l'étape \| Classement de l'étape \| \| Coureur \| Coureur \| Pays \| Équipe \| Temps \| \| --------------------- \| --------------------- \| --------------------- \| ---------------------- \| --------------------- \| \| 1er \| Geraint Thomas \| Royaume-Uni \| Ineos Grenadiers \| 4 h 02 min 15 s \| \| 2e \| Sonny Colbrelli \| Italie \| Bahrain Victorious \| + 0 s \| \| 3e \| Alex Aranburu \| Espagne \| Astana-Premier Tech \| + 0 s \| \| 4e \| Carlos Barbero \| Espagne \| Qhubeka Assos \| + 0 s \| \| 5e \| Mads Würtz Schmidt \| Danemark \| Israel Start-Up Nation \| + 0 s \| \| 6e \| Michael Valgren \| Danemark \| EF Education-Nippo \| + 0 s \| \| 7e \| Patrick Konrad \| Autriche \| Bora-Hansgrohe \| + 0 s \| \| 8e \| Alejandro Valverde \| Espagne \| Movistar Team \| + 0 s \| \| 9e \| Harry Sweeny \| Australie \| Lotto-Soudal \| + 0 s \| \| 10e \| Franck Bonnamour \| France \| B&B Hotels p/b KTM \| + 0 s \| |                    |             |                        |                 |
| |                    |             |                        |                 |
| Source : ProCyclingStats |                    |             |                        |                 |
| Classement de l'étape |                    |             |                        |                 |
| Coureur | Coureur            | Pays        | Équipe                 | Temps           |
| 1er | Geraint Thomas     | Royaume-Uni | Ineos Grenadiers       | 4 h 02 min 15 s |
| 2e | Sonny Colbrelli    | Italie      | Bahrain Victorious     | + 0 s           |
| 3e | Alex Aranburu      | Espagne     | Astana-Premier Tech    | + 0 s           |
| 4e | Carlos Barbero     | Espagne     | Qhubeka Assos          | + 0 s           |
| 5e | Mads Würtz Schmidt | Danemark    | Israel Start-Up Nation | + 0 s           |
| 6e | Michael Valgren    | Danemark    | EF Education-Nippo     | + 0 s           |
| 7e | Patrick Konrad     | Autriche    | Bora-Hansgrohe         | + 0 s           |
| 8e | Alejandro Valverde | Espagne     | Movistar Team          | + 0 s           |
| 9e | Harry Sweeny       | Australie   | Lotto-Soudal           | + 0 s           |
| 10e | Franck Bonnamour   | France      | B&B Hotels p/b KTM     | + 0 s           |

| \| Classement général \| Classement général \| Classement général \| Classement général \| Classement général \| \| Coureur \| Coureur \| Pays \| Équipe \| Temps \| \| ------------------ \| ------------------ \| ------------------ \| --------------------- \| ------------------ \| \| 1er \| Lukas Pöstlberger \| Autriche \| Bora-Hansgrohe \| 16 h 59 min 22 s \| \| 2e \| Alexey Lutsenko \| Kazakhstan \| Astana-Premier Tech \| + 1 s \| \| 3e \| Kasper Asgreen \| Danemark \| Deceuninck-Quick Step \| + 6 s \| \| 4e \| Ion Izagirre \| Espagne \| Astana-Premier Tech \| + 9 s \| \| 5e \| Wilco Kelderman \| Pays-Bas \| Bora-Hansgrohe \| + 13 s \| \| 6e \| Geraint Thomas \| Royaume-Uni \| Ineos Grenadiers \| + 14 s \| \| 7e \| Ilan Van Wilder \| Belgique \| Team DSM \| + 14 s \| \| 8e \| Richie Porte \| Australie \| Ineos Grenadiers \| + 16 s \| \| 9e \| Patrick Konrad \| Autriche \| Bora-Hansgrohe \| + 32 s \| \| 10e \| Ben O'Connor \| Australie \| AG2R Citroën Team \| + 34 s \| |                   |             |                       |                  |
| |                   |             |                       |                  |
| Source : ProCyclingStats |                   |             |                       |                  |
| Classement général |                   |             |                       |                  |
| Coureur | Coureur           | Pays        | Équipe                | Temps            |
| 1er | Lukas Pöstlberger | Autriche    | Bora-Hansgrohe        | 16 h 59 min 22 s |
| 2e | Alexey Lutsenko   | Kazakhstan  | Astana-Premier Tech   | + 1 s            |
| 3e | Kasper Asgreen    | Danemark    | Deceuninck-Quick Step | + 6 s            |
| 4e | Ion Izagirre      | Espagne     | Astana-Premier Tech   | + 9 s            |
| 5e | Wilco Kelderman   | Pays-Bas    | Bora-Hansgrohe        | + 13 s           |
| 6e | Geraint Thomas    | Royaume-Uni | Ineos Grenadiers      | + 14 s           |
| 7e | Ilan Van Wilder   | Belgique    | Team DSM              | + 14 s           |
| 8e | Richie Porte      | Australie   | Ineos Grenadiers      | + 16 s           |
| 9e | Patrick Konrad    | Autriche    | Bora-Hansgrohe        | + 32 s           |
| 10e | Ben O'Connor      | Australie   | AG2R Citroën Team     | + 34 s           |

### 6eétape
Après 43 kilomètres, un groupe de 9 coureurs  rapidement rejoints par 5 autres prend ses distances avec le peloton et compte jusqu'à 3 minutes d'avance. Ce groupe de 14 fuyards explose dans l'ascension du col de Porte (sommet à 25 kilomètres de l'arrivée) et l'Américain Lawson Craddock (EducationFirst) s'isole en tête pour franchir le sommet. Il est toutefois repris par le peloton des favoris à 3 kilomètres de l'arrivée dans les premiers lacets de la montée finale vers Le Sappey-en-Chartreuse (col de 3ème catégorie). Le Sud-Africain Louis Meintjes (Intermarché-Wanty Gobert) puis le Français David Gaudu (Groupama-FDJ) réussissent à creuser un petit écart avec le peloton mais ils sont repris.  Aux 300 mètres, le Britannique Tao Geoghegan Hart (Ineos Grenadiers) place une attaque mais il est rattrapé et dépassé quelques mètres avant la ligne par l'Espagnol Alejandro Valverde (Movistar). Le Kazakh Alexey Lutsenko (Astana), arrivé septième dans le même temps que le vainqueur, s'empare du maillot jaune.
| \| Classement de l'étape \| Classement de l'étape \| Classement de l'étape \| Classement de l'étape \| Classement de l'étape \| \| Coureur \| Coureur \| Pays \| Équipe \| Temps \| \| --------------------- \| --------------------- \| --------------------- \| ---------------------- \| --------------------- \| \| 1er \| Alejandro Valverde \| Espagne \| Movistar Team \| 3 h 52 min 53 s \| \| 2e \| Tao Geoghegan Hart \| Royaume-Uni \| Ineos Grenadiers \| + 0 s \| \| 3e \| Patrick Konrad \| Autriche \| Bora-Hansgrohe \| + 0 s \| \| 4e \| Wilco Kelderman \| Pays-Bas \| Bora-Hansgrohe \| + 0 s \| \| 5e \| Enric Mas \| Espagne \| Movistar Team \| + 0 s \| \| 6e \| Sepp Kuss \| États-Unis \| Jumbo-Visma \| + 0 s \| \| 7e \| Alexey Lutsenko \| Kazakhstan \| Astana-Premier Tech \| + 0 s \| \| 8e \| Jack Haig \| Australie \| Bahrain Victorious \| + 0 s \| \| 9e \| Ben Hermans \| Belgique \| Israel Start-Up Nation \| + 0 s \| \| 10e \| Steven Kruijswijk \| Pays-Bas \| Jumbo-Visma \| + 0 s \| |                    |             |                        |                 |
| |                    |             |                        |                 |
| Source : ProCyclingStats |                    |             |                        |                 |
| Classement de l'étape |                    |             |                        |                 |
| Coureur | Coureur            | Pays        | Équipe                 | Temps           |
| 1er | Alejandro Valverde | Espagne     | Movistar Team          | 3 h 52 min 53 s |
| 2e | Tao Geoghegan Hart | Royaume-Uni | Ineos Grenadiers       | + 0 s           |
| 3e | Patrick Konrad     | Autriche    | Bora-Hansgrohe         | + 0 s           |
| 4e | Wilco Kelderman    | Pays-Bas    | Bora-Hansgrohe         | + 0 s           |
| 5e | Enric Mas          | Espagne     | Movistar Team          | + 0 s           |
| 6e | Sepp Kuss          | États-Unis  | Jumbo-Visma            | + 0 s           |
| 7e | Alexey Lutsenko    | Kazakhstan  | Astana-Premier Tech    | + 0 s           |
| 8e | Jack Haig          | Australie   | Bahrain Victorious     | + 0 s           |
| 9e | Ben Hermans        | Belgique    | Israel Start-Up Nation | + 0 s           |
| 10e | Steven Kruijswijk  | Pays-Bas    | Jumbo-Visma            | + 0 s           |

| \| Classement général \| Classement général \| Classement général \| Classement général \| Classement général \| \| Coureur \| Coureur \| Pays \| Équipe \| Temps \| \| ------------------ \| ------------------ \| ------------------ \| ------------------- \| ------------------ \| \| 1er \| Alexey Lutsenko \| Kazakhstan \| Astana-Premier Tech \| 20 h 52 min 16 s \| \| 2e \| Ion Izagirre \| Espagne \| Astana-Premier Tech \| + 8 s \| \| 3e \| Wilco Kelderman \| Pays-Bas \| Bora-Hansgrohe \| + 12 s \| \| 4e \| Geraint Thomas \| Royaume-Uni \| Ineos Grenadiers \| + 13 s \| \| 5e \| Ilan Van Wilder \| Belgique \| Team DSM \| + 13 s \| \| 6e \| Richie Porte \| Australie \| Ineos Grenadiers \| + 15 s \| \| 7e \| Patrick Konrad \| Autriche \| Bora-Hansgrohe \| + 27 s \| \| 8e \| Jack Haig \| Australie \| Bahrain Victorious \| + 34 s \| \| 9e \| Steven Kruijswijk \| Pays-Bas \| Jumbo-Visma \| + 39 s \| \| 10e \| Miguel Ángel López \| Colombie \| Movistar Team \| + 42 s \| |                    |             |                     |                  |
| |                    |             |                     |                  |
| Source : ProCyclingStats |                    |             |                     |                  |
| Classement général |                    |             |                     |                  |
| Coureur | Coureur            | Pays        | Équipe              | Temps            |
| 1er | Alexey Lutsenko    | Kazakhstan  | Astana-Premier Tech | 20 h 52 min 16 s |
| 2e | Ion Izagirre       | Espagne     | Astana-Premier Tech | + 8 s            |
| 3e | Wilco Kelderman    | Pays-Bas    | Bora-Hansgrohe      | + 12 s           |
| 4e | Geraint Thomas     | Royaume-Uni | Ineos Grenadiers    | + 13 s           |
| 5e | Ilan Van Wilder    | Belgique    | Team DSM            | + 13 s           |
| 6e | Richie Porte       | Australie   | Ineos Grenadiers    | + 15 s           |
| 7e | Patrick Konrad     | Autriche    | Bora-Hansgrohe      | + 27 s           |
| 8e | Jack Haig          | Australie   | Bahrain Victorious  | + 34 s           |
| 9e | Steven Kruijswijk  | Pays-Bas    | Jumbo-Visma         | + 39 s           |
| 10e | Miguel Ángel López | Colombie    | Movistar Team       | + 42 s           |

### 7eétape
Plusieurs groupes d'attaque se font et se défont pendant une grande partie de l'étape. Les Français Kenny Elissonde (Trek-Segafredo) et Pierre Rolland (B&B Hôtels) sont les deux derniers échappés à être repris par le peloton maillot jaune à 10,7 kilomètres de l'arrivée, dans l'ascension finale vers La Plagne. La première attaque dans ce peloton est l'œuvre de l'Australien Richie Porte (Ineos-Grenadiers) à 8,4 kilomètres du sommet. Il est assez rapidement rejoint par l'Espagnol Enric Mas (Movistar), l'Américain Sepp Kuss (Jumbo-Visma) et l'Ukrainien Mark Padun (Bahrain). Ce quatuor de tête est éphémère car, quelques hectomètres plus loin, Padun et Kuss lâchent leurs compagnons et augmentent leur avance. À 4,8 kilomètres du terme, Padun attaque Kuss et s'isole en tête. Derrière Padun, Kuss est rattrapé un peu après le passage sous la flamme rouge puis dépassé par le Colombien Miguel Ángel López (Movistar) et Richie Porte. Alors que Mark Padun franchit la ligne d'arrivée en vainqueur, Richie Porte lâche López dans les dernières pentes, termine deuxième et s'empare du maillot jaune.
| \| Classement de l'étape \| Classement de l'étape \| Classement de l'étape \| Classement de l'étape \| Classement de l'étape \| \| Coureur \| Coureur \| Pays \| Équipe \| Temps \| \| --------------------- \| --------------------- \| --------------------- \| --------------------- \| --------------------- \| \| 1er \| Mark Padun \| Ukraine \| Bahrain Victorious \| 4 h 35 min 07 s \| \| 2e \| Richie Porte \| Australie \| Ineos Grenadiers \| + 34 s \| \| 3e \| Miguel Ángel López \| Colombie \| Movistar Team \| + 43 s \| \| 4e \| Jack Haig \| Australie \| Bahrain Victorious \| + 43 s \| \| 5e \| Ben O'Connor \| Australie \| AG2R Citroën Team \| + 47 s \| \| 6e \| Sepp Kuss \| États-Unis \| Jumbo-Visma \| + 52 s \| \| 7e \| David Gaudu \| France \| Groupama-FDJ \| + 56 s \| \| 8e \| Enric Mas \| Espagne \| Movistar Team \| + 56 s \| \| 9e \| Geraint Thomas \| Royaume-Uni \| Ineos Grenadiers \| + 59 s \| \| 10e \| Alexey Lutsenko \| Kazakhstan \| Astana-Premier Tech \| + 1 min 00 s \| |                    |             |                     |                 |
| |                    |             |                     |                 |
| Source : ProCyclingStats |                    |             |                     |                 |
| Classement de l'étape |                    |             |                     |                 |
| Coureur | Coureur            | Pays        | Équipe              | Temps           |
| 1er | Mark Padun         | Ukraine     | Bahrain Victorious  | 4 h 35 min 07 s |
| 2e | Richie Porte       | Australie   | Ineos Grenadiers    | + 34 s          |
| 3e | Miguel Ángel López | Colombie    | Movistar Team       | + 43 s          |
| 4e | Jack Haig          | Australie   | Bahrain Victorious  | + 43 s          |
| 5e | Ben O'Connor       | Australie   | AG2R Citroën Team   | + 47 s          |
| 6e | Sepp Kuss          | États-Unis  | Jumbo-Visma         | + 52 s          |
| 7e | David Gaudu        | France      | Groupama-FDJ        | + 56 s          |
| 8e | Enric Mas          | Espagne     | Movistar Team       | + 56 s          |
| 9e | Geraint Thomas     | Royaume-Uni | Ineos Grenadiers    | + 59 s          |
| 10e | Alexey Lutsenko    | Kazakhstan  | Astana-Premier Tech | + 1 min 00 s    |

| \| Classement général \| Classement général \| Classement général \| Classement général \| Classement général \| \| Coureur \| Coureur \| Pays \| Équipe \| Temps \| \| ------------------ \| ---------------------- \| ------------------ \| ------------------- \| ------------------ \| \| 1er \| Richie Porte \| Australie \| Ineos Grenadiers \| 25 h 28 min 06 s \| \| 2e \| Alexey Lutsenko \| Kazakhstan \| Astana-Premier Tech \| + 17 s \| \| 3e \| Geraint Thomas \| Royaume-Uni \| Ineos Grenadiers \| + 29 s \| \| 4e \| Wilco Kelderman \| Pays-Bas \| Bora-Hansgrohe \| + 33 s \| \| 5e \| Jack Haig \| Australie \| Bahrain Victorious \| + 34 s \| \| 6e \| Miguel Ángel López \| Colombie \| Movistar Team \| + 38 s \| \| 7e \| Ion Izagirre \| Espagne \| Astana-Premier Tech \| + 38 s \| \| 8e \| Ben O'Connor \| Australie \| AG2R Citroën Team \| + 1 min 00 s \| \| 9e \| David Gaudu \| France \| Groupama-FDJ \| + 1 min 12 s \| \| 10e \| Aurélien Paret-Peintre \| France \| AG2R Citroën Team \| + 1 min 17 s \| |                        |             |                     |                  |
| |                        |             |                     |                  |
| Source : ProCyclingStats |                        |             |                     |                  |
| Classement général |                        |             |                     |                  |
| Coureur | Coureur                | Pays        | Équipe              | Temps            |
| 1er | Richie Porte           | Australie   | Ineos Grenadiers    | 25 h 28 min 06 s |
| 2e | Alexey Lutsenko        | Kazakhstan  | Astana-Premier Tech | + 17 s           |
| 3e | Geraint Thomas         | Royaume-Uni | Ineos Grenadiers    | + 29 s           |
| 4e | Wilco Kelderman        | Pays-Bas    | Bora-Hansgrohe      | + 33 s           |
| 5e | Jack Haig              | Australie   | Bahrain Victorious  | + 34 s           |
| 6e | Miguel Ángel López     | Colombie    | Movistar Team       | + 38 s           |
| 7e | Ion Izagirre           | Espagne     | Astana-Premier Tech | + 38 s           |
| 8e | Ben O'Connor           | Australie   | AG2R Citroën Team   | + 1 min 00 s     |
| 9e | David Gaudu            | France      | Groupama-FDJ        | + 1 min 12 s     |
| 10e | Aurélien Paret-Peintre | France      | AG2R Citroën Team   | + 1 min 17 s     |

### 8eétape
Un groupe d'une vingtaine de coureurs prend de l'avance sur le peloton. Ce groupe éclate dès les premières pentes de l'ascension du col de Joux Plane dont le sommet est situé à 17 kilomètres de l'arrivée. L'Ukrainien Mark Padun (Bahrain) s'isole en tête poursuivi par le Danois Jonas Vingegaard (Jumbo-Visma) et l'Autrichien Patrick Konrad (Bora-Hansgrohe). Ces trois hommes sont les seuls qui ne seront pas repris par le groupe maillot jaune. Dans ce groupe maillot jaune, Richie Porte est attaqué dans la montée du col de Joux Plane par ses poursuivants au classement général comme le Néerlandais Steven Kruijswijk (Jumbo-Visma), le Colombien Miguel Ángel López (Movistar) ou l'Australien Jack Haig (Bahrain) mais chaque fois en vain. Dans la descente, c'est au tour des coéquipiers d'Astana Alexey Lutsenko et Ion Izagirre d'essayer de distancer Porte d'autant plus que son équipier Geraint Thomas a chuté. Mais Porte ne se laisse pas distancer. Dans la dernière montée vers Les Gets, Mark Padun maintient un écart suffisant sur ses poursuivants Vingegaard et Konrad et franchit la ligne d'arrivée en vainqueur comme la veille. Dans le groupe maillot jaune, l'Australien Ben O'Connor (AG2R Citroën) parvient à distancer les autres coureurs mais sans créer un écart important sur Richie Porte qui remporte le classement général.
| \| Classement de l'étape \| Classement de l'étape \| Classement de l'étape \| Classement de l'étape \| Classement de l'étape \| \| Coureur \| Coureur \| Pays \| Équipe \| Temps \| \| --------------------- \| --------------------- \| --------------------- \| --------------------- \| --------------------- \| \| 1er \| Mark Padun \| Ukraine \| Bahrain Victorious \| 4 h 06 min 49 s \| \| 2e \| Jonas Vingegaard \| Danemark \| Jumbo-Visma \| + 1 min 36 s \| \| 3e \| Patrick Konrad \| Autriche \| Bora-Hansgrohe \| + 1 min 36 s \| \| 4e \| Ben O'Connor \| Australie \| AG2R Citroën Team \| + 1 min 57 s \| \| 5e \| David Gaudu \| France \| Groupama-FDJ \| + 2 min 10 s \| \| 6e \| Geraint Thomas \| Royaume-Uni \| Ineos Grenadiers \| + 2 min 10 s \| \| 7e \| Alexey Lutsenko \| Kazakhstan \| Astana-Premier Tech \| + 2 min 10 s \| \| 8e \| Richie Porte \| Australie \| Ineos Grenadiers \| + 2 min 10 s \| \| 9e \| Jack Haig \| Australie \| Bahrain Victorious \| + 2 min 10 s \| \| 10e \| Guillaume Martin \| France \| Cofidis \| + 2 min 10 s \| |                  |             |                     |                 |
| |                  |             |                     |                 |
| Source : ProCyclingStats |                  |             |                     |                 |
| Classement de l'étape |                  |             |                     |                 |
| Coureur | Coureur          | Pays        | Équipe              | Temps           |
| 1er | Mark Padun       | Ukraine     | Bahrain Victorious  | 4 h 06 min 49 s |
| 2e | Jonas Vingegaard | Danemark    | Jumbo-Visma         | + 1 min 36 s    |
| 3e | Patrick Konrad   | Autriche    | Bora-Hansgrohe      | + 1 min 36 s    |
| 4e | Ben O'Connor     | Australie   | AG2R Citroën Team   | + 1 min 57 s    |
| 5e | David Gaudu      | France      | Groupama-FDJ        | + 2 min 10 s    |
| 6e | Geraint Thomas   | Royaume-Uni | Ineos Grenadiers    | + 2 min 10 s    |
| 7e | Alexey Lutsenko  | Kazakhstan  | Astana-Premier Tech | + 2 min 10 s    |
| 8e | Richie Porte     | Australie   | Ineos Grenadiers    | + 2 min 10 s    |
| 9e | Jack Haig        | Australie   | Bahrain Victorious  | + 2 min 10 s    |
| 10e | Guillaume Martin | France      | Cofidis             | + 2 min 10 s    |

## Classements finals

### Classement général
| \| Classement général \| Classement général \| Classement général \| Classement général \| Classement général \| \| Coureur \| Coureur \| Pays \| Équipe \| Temps \| \| ------------------ \| ------------------ \| ------------------ \| ------------------- \| ------------------ \| \| 1er \| Richie Porte \| Australie \| Ineos Grenadiers \| 29 h 37 min 05 s \| \| 2e \| Alexey Lutsenko \| Kazakhstan \| Astana-Premier Tech \| + 17 s \| \| 3e \| Geraint Thomas \| Royaume-Uni \| Ineos Grenadiers \| + 29 s \| \| 4e \| Wilco Kelderman \| Pays-Bas \| Bora-Hansgrohe \| + 33 s \| \| 5e \| Jack Haig \| Australie \| Bahrain Victorious \| + 34 s \| \| 6e \| Miguel Ángel López \| Colombie \| Movistar Team \| + 38 s \| \| 7e \| Ion Izagirre \| Espagne \| Astana-Premier Tech \| + 38 s \| \| 8e \| Ben O'Connor \| Australie \| AG2R Citroën Team \| + 47 s \| \| 9e \| David Gaudu \| France \| Groupama-FDJ \| + 1 min 12 s \| \| 10e \| Tao Geoghegan Hart \| Royaume-Uni \| Ineos Grenadiers \| + 1 min 57 s \| |                    |             |                     |                  |
| |                    |             |                     |                  |
| Source : ProCyclingStats |                    |             |                     |                  |
| Classement général |                    |             |                     |                  |
| Coureur | Coureur            | Pays        | Équipe              | Temps            |
| 1er | Richie Porte       | Australie   | Ineos Grenadiers    | 29 h 37 min 05 s |
| 2e | Alexey Lutsenko    | Kazakhstan  | Astana-Premier Tech | + 17 s           |
| 3e | Geraint Thomas     | Royaume-Uni | Ineos Grenadiers    | + 29 s           |
| 4e | Wilco Kelderman    | Pays-Bas    | Bora-Hansgrohe      | + 33 s           |
| 5e | Jack Haig          | Australie   | Bahrain Victorious  | + 34 s           |
| 6e | Miguel Ángel López | Colombie    | Movistar Team       | + 38 s           |
| 7e | Ion Izagirre       | Espagne     | Astana-Premier Tech | + 38 s           |
| 8e | Ben O'Connor       | Australie   | AG2R Citroën Team   | + 47 s           |
| 9e | David Gaudu        | France      | Groupama-FDJ        | + 1 min 12 s     |
| 10e | Tao Geoghegan Hart | Royaume-Uni | Ineos Grenadiers    | + 1 min 57 s     |

### Classements annexes
| Classement par points | Classement par points | Classement par points | Classement par points | Classement par points |
| Coureur               | Coureur               | Pays                  | Équipe                | Points                |
| --------------------- | --------------------- | --------------------- | --------------------- | --------------------- |
| 1er                   | Sonny Colbrelli       | Italie                | Bahrain Victorious    | 91 pts                |
| 2e                    | Kasper Asgreen        | Danemark              | Deceuninck-Quick Step | 58 pts                |
| 3e                    | Alex Aranburu         | Espagne               | Astana-Premier Tech   | 58 pts                |
| 4e                    | Patrick Konrad        | Autriche              | Bora-Hansgrohe        | 56 pts                |
| 5e                    | Alejandro Valverde    | Espagne               | Movistar Team         | 51 pts                |
| 6e                    | Lukas Pöstlberger     | Autriche              | Bora-Hansgrohe        | 37 pts                |
| 7e                    | Jasper Stuyven        | Belgique              | Trek-Segafredo        | 36 pts                |
| 8e                    | Mark Padun            | Ukraine               | Bahrain Victorious    | 34 pts                |
| 9e                    | Geraint Thomas        | Royaume-Uni           | Ineos Grenadiers      | 33 pts                |
| 10e                   | Wilco Kelderman       | Pays-Bas              | Bora-Hansgrohe        | 32 pts                |

| Classement par points | Classement par points | Classement par points | Classement par points | Classement par points |
| Coureur               | Coureur               | Pays                  | Équipe                | Points                |
| --------------------- | --------------------- | --------------------- | --------------------- | --------------------- |
| 1er                   | Sonny Colbrelli       | Italie                | Bahrain Victorious    | 91 pts                |
| 2e                    | Kasper Asgreen        | Danemark              | Deceuninck-Quick Step | 58 pts                |
| 3e                    | Alex Aranburu         | Espagne               | Astana-Premier Tech   | 58 pts                |
| 4e                    | Patrick Konrad        | Autriche              | Bora-Hansgrohe        | 56 pts                |
| 5e                    | Alejandro Valverde    | Espagne               | Movistar Team         | 51 pts                |
| 6e                    | Lukas Pöstlberger     | Autriche              | Bora-Hansgrohe        | 37 pts                |
| 7e                    | Jasper Stuyven        | Belgique              | Trek-Segafredo        | 36 pts                |
| 8e                    | Mark Padun            | Ukraine               | Bahrain Victorious    | 34 pts                |
| 9e                    | Geraint Thomas        | Royaume-Uni           | Ineos Grenadiers      | 33 pts                |
| 10e                   | Wilco Kelderman       | Pays-Bas              | Bora-Hansgrohe        | 32 pts                |

| Classement de la montagne | Classement de la montagne | Classement de la montagne | Classement de la montagne | Classement de la montagne |
| Coureur                   | Coureur                   | Pays                      | Équipe                    | Points                    |
| ------------------------- | ------------------------- | ------------------------- | ------------------------- | ------------------------- |
| 1er                       | Mark Padun                | Ukraine                   | Bahrain Victorious        | 50 pts                    |
| 2e                        | Lawson Craddock           | États-Unis                | EF Education-Nippo        | 33 pts                    |
| 3e                        | Michael Valgren           | Danemark                  | EF Education-Nippo        | 26 pts                    |
| 4e                        | Matthew Holmes            | Royaume-Uni               | Lotto-Soudal              | 21 pts                    |
| 5e                        | Jack Haig                 | Australie                 | Bahrain Victorious        | 16 pts                    |
| 6e                        | Richie Porte              | Australie                 | Ineos Grenadiers          | 15 pts                    |
| 7e                        | Nils Politt               | Allemagne                 | Bora-Hansgrohe            | 13 pts                    |
| 8e                        | Lukas Pöstlberger         | Autriche                  | Bora-Hansgrohe            | 12 pts                    |
| 9e                        | Kenny Elissonde           | France                    | Trek-Segafredo            | 12 pts                    |
| 10e                       | Martijn Tusveld           | Pays-Bas                  | Team DSM                  | 12 pts                    |

| Classement de la montagne | Classement de la montagne | Classement de la montagne | Classement de la montagne | Classement de la montagne |
| Coureur                   | Coureur                   | Pays                      | Équipe                    | Points                    |
| ------------------------- | ------------------------- | ------------------------- | ------------------------- | ------------------------- |
| 1er                       | Mark Padun                | Ukraine                   | Bahrain Victorious        | 50 pts                    |
| 2e                        | Lawson Craddock           | États-Unis                | EF Education-Nippo        | 33 pts                    |
| 3e                        | Michael Valgren           | Danemark                  | EF Education-Nippo        | 26 pts                    |
| 4e                        | Matthew Holmes            | Royaume-Uni               | Lotto-Soudal              | 21 pts                    |
| 5e                        | Jack Haig                 | Australie                 | Bahrain Victorious        | 16 pts                    |
| 6e                        | Richie Porte              | Australie                 | Ineos Grenadiers          | 15 pts                    |
| 7e                        | Nils Politt               | Allemagne                 | Bora-Hansgrohe            | 13 pts                    |
| 8e                        | Lukas Pöstlberger         | Autriche                  | Bora-Hansgrohe            | 12 pts                    |
| 9e                        | Kenny Elissonde           | France                    | Trek-Segafredo            | 12 pts                    |
| 10e                       | Martijn Tusveld           | Pays-Bas                  | Team DSM                  | 12 pts                    |

| Classement du meilleur jeune | Classement du meilleur jeune | Classement du meilleur jeune | Classement du meilleur jeune | Classement du meilleur jeune |
| Coureur                      | Coureur                      | Pays                         | Équipe                       | Temps                        |
| ---------------------------- | ---------------------------- | ---------------------------- | ---------------------------- | ---------------------------- |
| 1er                          | David Gaudu                  | France                       | Groupama-FDJ                 | 29 h 38 min 17 s             |
| 2e                           | Aurélien Paret-Peintre       | France                       | AG2R Citroën Team            | + 1 min 59 s                 |
| 3e                           | Mattias Skjelmose            | Danemark                     | Trek-Segafredo               | + 5 min 44 s                 |
| 4e                           | Felix Gall                   | Autriche                     | Team DSM                     | + 7 min 43 s                 |
| 5e                           | Jaakko Hänninen              | Finlande                     | AG2R Citroën Team            | + 25 min 15 s                |
| 6e                           | Carlos Rodríguez             | Espagne                      | Ineos Grenadiers             | + 26 min 04 s                |
| 7e                           | Valentin Madouas             | France                       | Groupama-FDJ                 | + 26 min 49 s                |
| 8e                           | Mark Padun                   | Ukraine                      | Bahrain Victorious           | + 27 min 29 s                |
| 9e                           | Sylvain Moniquet             | Belgique                     | Lotto-Soudal                 | + 28 min 07 s                |
| 10e                          | Brandon McNulty              | États-Unis                   | UAE Team Emirates            | + 32 min 23 s                |

| Classement du meilleur jeune | Classement du meilleur jeune | Classement du meilleur jeune | Classement du meilleur jeune | Classement du meilleur jeune |
| Coureur                      | Coureur                      | Pays                         | Équipe                       | Temps                        |
| ---------------------------- | ---------------------------- | ---------------------------- | ---------------------------- | ---------------------------- |
| 1er                          | David Gaudu                  | France                       | Groupama-FDJ                 | 29 h 38 min 17 s             |
| 2e                           | Aurélien Paret-Peintre       | France                       | AG2R Citroën Team            | + 1 min 59 s                 |
| 3e                           | Mattias Skjelmose            | Danemark                     | Trek-Segafredo               | + 5 min 44 s                 |
| 4e                           | Felix Gall                   | Autriche                     | Team DSM                     | + 7 min 43 s                 |
| 5e                           | Jaakko Hänninen              | Finlande                     | AG2R Citroën Team            | + 25 min 15 s                |
| 6e                           | Carlos Rodríguez             | Espagne                      | Ineos Grenadiers             | + 26 min 04 s                |
| 7e                           | Valentin Madouas             | France                       | Groupama-FDJ                 | + 26 min 49 s                |
| 8e                           | Mark Padun                   | Ukraine                      | Bahrain Victorious           | + 27 min 29 s                |
| 9e                           | Sylvain Moniquet             | Belgique                     | Lotto-Soudal                 | + 28 min 07 s                |
| 10e                          | Brandon McNulty              | États-Unis                   | UAE Team Emirates            | + 32 min 23 s                |

| Classement par équipes | Classement par équipes | Classement par équipes | Classement par équipes |
| Équipe                 | Équipe                 | Pays                   | Temps                  |
| ---------------------- | ---------------------- | ---------------------- | ---------------------- |
| 1re                    | Ineos Grenadiers       | Royaume-Uni            | 88 h 53 min 28 s       |
| 2e                     | Movistar Team          | Espagne                | + 4 min 09 s           |
| 3e                     | Bahrain Victorious     | Bahreïn                | + 14 min 04 s          |
| 4e                     | AG2R Citroën Team      | France                 | + 21 min 32 s          |
| 5e                     | Jumbo-Visma            | Pays-Bas               | + 27 min 20 s          |
| 6e                     | Astana-Premier Tech    | Kazakhstan             | + 29 min 30 s          |
| 7e                     | Bora-Hansgrohe         | Allemagne              | + 43 min 13 s          |
| 8e                     | Groupama-FDJ           | France                 | + 46 min 18 s          |
| 9e                     | Team DSM               | Allemagne              | + 51 min 39 s          |
| 10e                    | Trek-Segafredo         | États-Unis             | + 53 min 46 s          |

| Classement par équipes | Classement par équipes | Classement par équipes | Classement par équipes |
| Équipe                 | Équipe                 | Pays                   | Temps                  |
| ---------------------- | ---------------------- | ---------------------- | ---------------------- |
| 1re                    | Ineos Grenadiers       | Royaume-Uni            | 88 h 53 min 28 s       |
| 2e                     | Movistar Team          | Espagne                | + 4 min 09 s           |
| 3e                     | Bahrain Victorious     | Bahreïn                | + 14 min 04 s          |
| 4e                     | AG2R Citroën Team      | France                 | + 21 min 32 s          |
| 5e                     | Jumbo-Visma            | Pays-Bas               | + 27 min 20 s          |
| 6e                     | Astana-Premier Tech    | Kazakhstan             | + 29 min 30 s          |
| 7e                     | Bora-Hansgrohe         | Allemagne              | + 43 min 13 s          |
| 8e                     | Groupama-FDJ           | France                 | + 46 min 18 s          |
| 9e                     | Team DSM               | Allemagne              | + 51 min 39 s          |
| 10e                    | Trek-Segafredo         | États-Unis             | + 53 min 46 s          |

## Classements UCI
La course attribue des points au Classement mondial UCI 2021 selon le barème suivant :
| Position           | 1er | 2e  | 3e  | 4e  | 5e  | 6e  | 7e  | 8e  | 9e  | 10e | 11e | 12e | 13e | 14e | 15e | 16e à 20e | 21e à 30e | 31e à 50e | 51e à 55e | 56e à 60e |
| Classement général | 500 | 400 | 325 | 275 | 225 | 175 | 150 | 125 | 100 | 80  | 70  | 60  | 50  | 40  | 35  | 30        | 20        | 10        | 5         | 3         |
| Par étapes         | 60  | 25  | 10  |     |     |     |     |     |     |     |     |     |     |     |     |           |           |           |           |           |
| Leader             | 10  |     |     |     |     |     |     |     |     |     |     |     |     |     |     |           |           |           |           |           |

## Évolution des classements
| Étape              | Vainqueur          | Classement général | Classement par points | Classement de la montagne | Classement du meilleur jeune | Classement par équipes |
| ------------------ | ------------------ | ------------------ | --------------------- | ------------------------- | ---------------------------- | ---------------------- |
| 1                  | Brent Van Moer     | Brent Van Moer     | Brent Van Moer        | Brent Van Moer            | Brent Van Moer               | Lotto Soudal           |
| 2                  | Lukas Pöstlberger  | Lukas Pöstlberger  | Sonny Colbrelli       | Matthew Holmes            | Ilan Van Wilder              | Bora-Hansgrohe         |
| 3                  | Sonny Colbrelli    | Lukas Pöstlberger  | Sonny Colbrelli       | Matthew Holmes            | Ilan Van Wilder              | Bora-Hansgrohe         |
| 4                  | Alexey Lutsenko    | Lukas Pöstlberger  | Sonny Colbrelli       | Matthew Holmes            | Ilan Van Wilder              | Bora-Hansgrohe         |
| 5                  | Geraint Thomas     | Lukas Pöstlberger  | Sonny Colbrelli       | Matthew Holmes            | Ilan Van Wilder              | Bora-Hansgrohe         |
| 6                  | Alejandro Valverde | Alexey Lutsenko    | Sonny Colbrelli       | Matthew Holmes            | Ilan Van Wilder              | Ineos Grenadiers       |
| 7                  | Mark Padun         | Richie Porte       | Sonny Colbrelli       | Lawson Craddock           | David Gaudu                  | Ineos Grenadiers       |
| 8                  | Mark Padun         | Richie Porte       | Sonny Colbrelli       | Mark Padun                | David Gaudu                  | Ineos Grenadiers       |
| Classements finals | Classements finals | Richie Porte       | Sonny Colbrelli       | Mark Padun                | David Gaudu                  | Ineos Grenadiers       |

## Liste des participants
| Légende                             | Légende                                                                                                  | Légende                                | Légende                                                                                                  |
| ----------------------------------- | --- | -------------------------------------- | --- |
| Num                                 | Dossard de départ porté par le coureur sur ce Critérium du Dauphiné                                      | Pos                                    | Position finale au classement général                                                                    |
| Leader du classement général        | Indique le vainqueur du classement général                                                               | Leader du classement par points        | Indique le vainqueur du classement par points                                                            |
| Leader du classement de la montagne | Indique le vainqueur du classement de la montagne                                                        | Leader du classement du meilleur jeune | Indique le vainqueur du classement du meilleur jeune                                                     |
|                                     | Indique un maillot de champion national ou mondial, suivi de sa spécialité                               | #                                      | Indique la meilleure équipe                                                                              |
| NP                                  | Indique un coureur qui n'a pas pris le départ d'une étape, suivi du numéro de l'étape où il s'est retiré | AB                                     | Indique un coureur qui n'a pas terminé une étape, suivi du numéro de l'étape où il s'est retiré          |
| HD                                  | Indique un coureur qui a terminé une étape hors des délais, suivi du numéro de l'étape                   | *                                      | Indique un coureur en lice pour le classement du meilleur jeune (coureurs nés après le 1er janvier 1995) |

| EF Education-Nippo EFN                           | EF Education-Nippo EFN | EF Education-Nippo EFN |
| ------------------------------------------------ | ---------------------- | ---------------------- |
| Num                                              | Coureur                | Pos                    |
| 1                                                | Michael Valgren (DEN)  | 24e                    |
| 2                                                | William Barta (USA)    | 94e                    |
| 3                                                | Lawson Craddock (USA)  | 66e                    |
| 4                                                | Julien El Fares (FRA)  | 46e                    |
| 5                                                | Lachlan Morton (AUS)   | AB-7                   |
| 6                                                | Hideto Nakane (JPN)    | AB-8                   |
| 7                                                | Logan Owen (USA)       | AB-8                   |
| Directeur sportif : Andreas Klier, Ken Vanmarcke |                        |                        |

| Groupama-FDJ GFC                                 | Groupama-FDJ GFC            | Groupama-FDJ GFC |
| ------------------------------------------------ | --------------------------- | ---------------- |
| Num                                              | Coureur                     | Pos              |
| 11                                               | David Gaudu (FRA)           | 9e               |
| 12                                               | Bruno Armirail (FRA)        | 41e              |
| 13                                               | William Bonnet (FRA)        | AB-7             |
| 14                                               | Kevin Geniets (LUX) (route) | 61e              |
| 15                                               | Matthieu Ladagnous (FRA)    | 96e              |
| 16                                               | Olivier Le Gac (FRA)        | 90e              |
| 17                                               | Valentin Madouas (FRA)      | 34e              |
| Directeur sportif : Thierry Bricaud, Yvon Madiot |                             |                  |

| Cofidis COF                                              | Cofidis COF               | Cofidis COF |
| -------------------------------------------------------- | ------------------------- | ----------- |
| Num                                                      | Coureur                   | Pos         |
| 21                                                       | Guillaume Martin (FRA)    | 20e         |
| 22                                                       | Simon Geschke (GER)       | 49e         |
| 23                                                       | Nathan Haas (AUS)         | 101e        |
| 24                                                       | Emmanuel Morin (FRA)      | AB-8        |
| 25                                                       | Anthony Perez (FRA)       | 57e         |
| 26                                                       | Pierre-Luc Périchon (FRA) | 100e        |
| 27                                                       | Kenneth Vanbilsen (BEL)   | AB-8        |
| Directeur sportif : Alain Deloeuil, Christian Guiberteau |                           |             |

| Ineos Grenadiers IGD                              | Ineos Grenadiers IGD     | Ineos Grenadiers IGD |
| ------------------------------------------------- | ------------------------ | -------------------- |
| Num                                               | Coureur                  | Pos                  |
| 31                                                | Geraint Thomas (GBR)     | 3e                   |
| 32                                                | Andrey Amador (CRC)      | 93e                  |
| 33                                                | Tao Geoghegan Hart (GBR) | 10e                  |
| 34                                                | Michał Kwiatkowski (POL) | 68e                  |
| 35                                                | Richie Porte (AUS)       | 1er                  |
| 36                                                | Carlos Rodríguez (ESP)   | 33e                  |
| 37                                                | Dylan van Baarle (NED)   | 59e                  |
| Directeur sportif : Gabriel Rasch, Servais Knaven |                          |                      |

| Jumbo-Visma TJV                                     | Jumbo-Visma TJV         | Jumbo-Visma TJV |
| --------------------------------------------------- | ----------------------- | --------------- |
| Num                                                 | Coureur                 | Pos             |
| 41                                                  | Steven Kruijswijk (NED) | 15e             |
| 42                                                  | Robert Gesink (NED)     | 43e             |
| 43                                                  | Lennard Hofstede (NED)  | AB-5            |
| 44                                                  | Sepp Kuss (USA)         | 23e             |
| 45                                                  | Tony Martin (GER)       | 106e            |
| 46                                                  | Timo Roosen (NED)       | 80e             |
| 47                                                  | Jonas Vingegaard (DEN)  | 51e             |
| Directeur sportif : Grischa Niermann, Merijn Zeeman |                         |                 |

| Movistar Team MOV                                    | Movistar Team MOV        | Movistar Team MOV |
| ---------------------------------------------------- | ------------------------ | ----------------- |
| Num                                                  | Coureur                  | Pos               |
| 51                                                   | Miguel Ángel López (COL) | 6e                |
| 52                                                   | Jorge Arcas (ESP)        | 69e               |
| 53                                                   | Imanol Erviti (ESP)      | 71e               |
| 54                                                   | Enric Mas (ESP)          | 11e               |
| 55                                                   | José Joaquín Rojas (ESP) | 67e               |
| 56                                                   | Alejandro Valverde (ESP) | 14e               |
| 57                                                   | Carlos Verona (ESP)      | 31e               |
| Directeur sportif : José Luis Arrieta, Pablo Lastras |                          |                   |

| Bora-Hansgrohe BOH                                  | Bora-Hansgrohe BOH        | Bora-Hansgrohe BOH |
| --------------------------------------------------- | ------------------------- | ------------------ |
| Num                                                 | Coureur                   | Pos                |
| 61                                                  | Wilco Kelderman (NED)     | 4e                 |
| 62                                                  | Patrick Gamper (AUT)      | AB-8               |
| 63                                                  | Patrick Konrad (AUT)      | 12e                |
| 64                                                  | Nils Politt (GER)         | 78e                |
| 65                                                  | Lukas Pöstlberger (AUT)   | 58e                |
| 66                                                  | Michael Schwarzmann (GER) | AB-8               |
| 67                                                  | Frederik Wandahl (DEN)    | 117e               |
| Directeur sportif : Enrico Poitschke, André Schulze |                           |                    |

| AG2R Citroën Team ACT                            | AG2R Citroën Team ACT        | AG2R Citroën Team ACT |
| ------------------------------------------------ | ---------------------------- | --------------------- |
| Num                                              | Coureur                      | Pos                   |
| 71                                               | Ben O'Connor (AUS)           | 8e                    |
| 72                                               | Dorian Godon (FRA)           | 54e                   |
| 73                                               | Jaakko Hänninen (FIN)        | 32e                   |
| 74                                               | Oliver Naesen (BEL)          | 77e                   |
| 75                                               | Aurélien Paret-Peintre (FRA) | 13e                   |
| 76                                               | Greg Van Avermaet (BEL)      | 81e                   |
| 77                                               | Clément Venturini (FRA)      | AB-5                  |
| Directeur sportif : Julien Jurdie, Didier Jannel |                              |                       |

| Israel Start-Up Nation ISN                         | Israel Start-Up Nation ISN   | Israel Start-Up Nation ISN |
| -------------------------------------------------- | ---------------------------- | -------------------------- |
| Num                                                | Coureur                      | Pos                        |
| 81                                                 | Christopher Froome (GBR)     | 47e                        |
| 82                                                 | Alexander Cataford (CAN)     | 85e                        |
| 83                                                 | Omer Goldstein (ISR) (route) | 79e                        |
| 84                                                 | Ben Hermans (BEL)            | 19e                        |
| 85                                                 | Reto Hollenstein (SUI)       | 75e                        |
| 86                                                 | Alexis Renard (FRA)          | 111e                       |
| 87                                                 | Mads Würtz Schmidt (DEN)     | AB-8                       |
| Directeur sportif : Rik Verbrugghe, Óscar Guerrero |                              |                            |

| Astana-Premier Tech APT                          | Astana-Premier Tech APT                 | Astana-Premier Tech APT |
| ------------------------------------------------ | --------------------------------------- | ----------------------- |
| Num                                              | Coureur                                 | Pos                     |
| 91                                               | Ion Izagirre (ESP)                      | 7e                      |
| 92                                               | Alex Aranburu (ESP)                     | 72e                     |
| 93                                               | Dmitriy Gruzdev (KAZ)                   | 108e                    |
| 94                                               | Alexey Lutsenko (KAZ) (route et chrono) | 2e                      |
| 95                                               | Yuriy Natarov (KAZ)                     | 95e                     |
| 96                                               | Benjamin Perry (CAN)                    | AB-2                    |
| 97                                               | Óscar Rodríguez Garaicoechea (ESP)      | 50e                     |
| Directeur sportif : Dmitriy Fofonov, Steve Bauer |                                         |                         |

| Arkéa-Samsic ARK                                     | Arkéa-Samsic ARK        | Arkéa-Samsic ARK |
| ---------------------------------------------------- | ----------------------- | ---------------- |
| Num                                                  | Coureur                 | Pos              |
| 101                                                  | Nairo Quintana (COL)    | 18e              |
| 102                                                  | Winner Anacona (COL)    | 88e              |
| 103                                                  | Warren Barguil (FRA)    | 38e              |
| 104                                                  | Anthony Delaplace (FRA) | AB-7             |
| 105                                                  | Łukasz Owsian (POL)     | 65e              |
| 106                                                  | Laurent Pichon (FRA)    | 87e              |
| 107                                                  | Clément Russo (FRA)     | AB-8             |
| Directeur sportif : Yvon Ledanois, Sébastien Hinault |                         |                  |

| Lotto-Soudal LTS                                  | Lotto-Soudal LTS         | Lotto-Soudal LTS |
| ------------------------------------------------- | ------------------------ | ---------------- |
| Num                                               | Coureur                  | Pos              |
| 111                                               | Tim Wellens (BEL)        | 92e              |
| 112                                               | Steff Cras (BEL)         | 64e              |
| 113                                               | Sébastien Grignard (BEL) | 107e             |
| 114                                               | Matthew Holmes (GBR)     | 102e             |
| 115                                               | Sylvain Moniquet (BEL)   | 37e              |
| 116                                               | Harry Sweeny (AUS)       | AB-8             |
| 117                                               | Brent Van Moer (BEL)     | 83e              |
| Directeur sportif : Maxime Monfort, Herman Frison |                          |                  |

| Bahrain Victorious TBV                           | Bahrain Victorious TBV  | Bahrain Victorious TBV |
| ------------------------------------------------ | ----------------------- | ---------------------- |
| Num                                              | Coureur                 | Pos                    |
| 121                                              | Dylan Teuns (BEL)       | 25e                    |
| 122                                              | Santiago Buitrago (COL) | 55e                    |
| 123                                              | Eros Capecchi (ITA)     | AB-1                   |
| 124                                              | Sonny Colbrelli (ITA)   | 76e                    |
| 125                                              | Jack Haig (AUS)         | 5e                     |
| 126                                              | Marco Haller (AUT)      | 110e                   |
| 127                                              | Mark Padun (UKR)        | 36e                    |
| Directeur sportif : Rolf Aldag, Xavier Florencio |                         |                        |

| UAE Team Emirates UAD                            | UAE Team Emirates UAD           | UAE Team Emirates UAD |
| ------------------------------------------------ | ------------------------------- | --------------------- |
| Num                                              | Coureur                         | Pos                   |
| 131                                              | Andrés Camilo Ardila (COL)      | 103e                  |
| 132                                              | Mikkel Bjerg (DEN)              | 42e                   |
| 133                                              | Sven Erik Bystrøm (NOR) (route) | 91e                   |
| 134                                              | Joe Dombrowski (USA)            | 27e                   |
| 135                                              | Alexander Kristoff (NOR)        | 113e                  |
| 136                                              | Brandon McNulty (USA)           | 40e                   |
| 137                                              | Ivo Oliveira (POR)              | AB-5                  |
| Directeur sportif : Allan Peiper, John Wakefield |                                 |                       |

| Deceuninck-Quick Step DQT                        | Deceuninck-Quick Step DQT    | Deceuninck-Quick Step DQT |
| ------------------------------------------------ | ---------------------------- | ------------------------- |
| Num                                              | Coureur                      | Pos                       |
| 141                                              | Florian Sénéchal (FRA)       | 115e                      |
| 142                                              | Shane Archbold (NZL)         | 114e                      |
| 143                                              | Kasper Asgreen (DEN) (route) | 73e                       |
| 144                                              | Josef Černý (CZE)            | 118e                      |
| 145                                              | Ian Garrison (USA)           | AB-2                      |
| 146                                              | Fabio Jakobsen (NED)         | AB-8                      |
| 147                                              | Stijn Steels (BEL)           | 112e                      |
| Directeur sportif : Wilfried Peeters, Brian Holm |                              |                           |

| Trek-Segafredo TFS                                     | Trek-Segafredo TFS      | Trek-Segafredo TFS |
| ------------------------------------------------------ | ----------------------- | ------------------ |
| Num                                                    | Coureur                 | Pos                |
| 151                                                    | Michel Ries (LUX)       | 60e                |
| 152                                                    | Julien Bernard (FRA)    | 74e                |
| 153                                                    | Kenny Elissonde (FRA)   | 28e                |
| 154                                                    | Mattias Skjelmose (DEN) | 21e                |
| 155                                                    | Ryan Mullen (IRL)       | AB-8               |
| 156                                                    | Mads Pedersen (DEN)     | AB-3               |
| 157                                                    | Jasper Stuyven (BEL)    | 62e                |
| Directeur sportif : Steven de Jongh, Yaroslav Popovych |                         |                    |

| Team BikeExchange BEX                             | Team BikeExchange BEX  | Team BikeExchange BEX |
| ------------------------------------------------- | ---------------------- | --------------------- |
| Num                                               | Coureur                | Pos                   |
| 161                                               | Kevin Colleoni (ITA)   | AB-7                  |
| 162                                               | Brent Bookwalter (USA) | 97e                   |
| 163                                               | Tsgabu Grmay (ETH)     | 39e                   |
| 164                                               | Kaden Groves (AUS)     | AB-5                  |
| 165                                               | Damien Howson (AUS)    | 16e                   |
| 166                                               | Barnabás Peák (HUN)    | 98e                   |
| 167                                               | Andrey Zeits (KAZ)     | AB-7                  |
| Directeur sportif : Lorenzo Lapage, Marco Pinotti |                        |                       |

| Team DSM DSM                                         | Team DSM DSM          | Team DSM DSM |
| ---------------------------------------------------- | --------------------- | ------------ |
| Num                                                  | Coureur               | Pos          |
| 171                                                  | Marco Brenner (GER)   | 82e          |
| 172                                                  | Felix Gall (AUT)      | 22e          |
| 173                                                  | Chad Haga (USA)       | 56e          |
| 174                                                  | Martin Salmon (GER)   | 116e         |
| 175                                                  | Martijn Tusveld (NED) | 45e          |
| 176                                                  | Ilan Van Wilder (BEL) | 44e          |
| 177                                                  | Kevin Vermaerke (USA) | 70e          |
| Directeur sportif : Wilbert Broekhuizen, Rudie Kemna |                       |              |

| B&B Hotels p/b KTM BBK                               | B&B Hotels p/b KTM BBK      | B&B Hotels p/b KTM BBK |
| ---------------------------------------------------- | --------------------------- | ---------------------- |
| Num                                                  | Coureur                     | Pos                    |
| 181                                                  | Pierre Rolland (FRA)        | 29e                    |
| 182                                                  | Franck Bonnamour (FRA)      | 84e                    |
| 183                                                  | Maxime Chevalier (FRA)      | 48e                    |
| 184                                                  | Cyril Gautier (FRA)         | AB-8                   |
| 185                                                  | Eliot Lietaer (BEL)         | 63e                    |
| 186                                                  | Quentin Pacher (FRA)        | 30e                    |
| 187                                                  | Sebastian Schönberger (AUT) | 89e                    |
| Directeur sportif : Gilles Pauchard, Samuel Dumoulin |                             |                        |

| Intermarché-Wanty-Gobert Matériaux IWG                     | Intermarché-Wanty-Gobert Matériaux IWG | Intermarché-Wanty-Gobert Matériaux IWG |
| ---------------------------------------------------------- | -------------------------------------- | -------------------------------------- |
| Num                                                        | Coureur                                | Pos                                    |
| 191                                                        | Louis Meintjes (RSA)                   | 17e                                    |
| 192                                                        | Jan Bakelants (BEL)                    | 35e                                    |
| 193                                                        | Jérémy Bellicaud (FRA)                 | 109e                                   |
| 194                                                        | Théo Delacroix (FRA)                   | 105e                                   |
| 195                                                        | Jasper De Plus (BEL)                   | AB-8                                   |
| 196                                                        | Kévin Van Melsen (BEL)                 | 104e                                   |
| 197                                                        | Loïc Vliegen (BEL)                     | AB-6                                   |
| Directeur sportif : Hilaire Van der Schueren, Bart Wellens |                                        |                                        |

| Qhubeka Assos TQA                                       | Qhubeka Assos TQA      | Qhubeka Assos TQA |
| ------------------------------------------------------- | ---------------------- | ----------------- |
| Num                                                     | Coureur                | Pos               |
| 201                                                     | Fabio Aru (ITA)        | 26e               |
| 202                                                     | Sander Armée (BEL)     | 53e               |
| 203                                                     | Carlos Barbero (ESP)   | 86e               |
| 204                                                     | Sean Bennett (USA)     | 52e               |
| 205                                                     | Michael Gogl (AUT)     | NP-4              |
| 206                                                     | Robert Power (AUS)     | AB-2              |
| 207                                                     | Dylan Sunderland (AUS) | 99e               |
| Directeur sportif : Lars Michaelsen, Gino Van Oudenhove |                        |                   |

| EF Education-Nippo EFN                           | EF Education-Nippo EFN | EF Education-Nippo EFN |
| ------------------------------------------------ | ---------------------- | ---------------------- |
| Num                                              | Coureur                | Pos                    |
| 1                                                | Michael Valgren (DEN)  | 24e                    |
| 2                                                | William Barta (USA)    | 94e                    |
| 3                                                | Lawson Craddock (USA)  | 66e                    |
| 4                                                | Julien El Fares (FRA)  | 46e                    |
| 5                                                | Lachlan Morton (AUS)   | AB-7                   |
| 6                                                | Hideto Nakane (JPN)    | AB-8                   |
| 7                                                | Logan Owen (USA)       | AB-8                   |
| Directeur sportif : Andreas Klier, Ken Vanmarcke |                        |                        |

| Groupama-FDJ GFC                                 | Groupama-FDJ GFC            | Groupama-FDJ GFC |
| ------------------------------------------------ | --------------------------- | ---------------- |
| Num                                              | Coureur                     | Pos              |
| 11                                               | David Gaudu (FRA)           | 9e               |
| 12                                               | Bruno Armirail (FRA)        | 41e              |
| 13                                               | William Bonnet (FRA)        | AB-7             |
| 14                                               | Kevin Geniets (LUX) (route) | 61e              |
| 15                                               | Matthieu Ladagnous (FRA)    | 96e              |
| 16                                               | Olivier Le Gac (FRA)        | 90e              |
| 17                                               | Valentin Madouas (FRA)      | 34e              |
| Directeur sportif : Thierry Bricaud, Yvon Madiot |                             |                  |

| Cofidis COF                                              | Cofidis COF               | Cofidis COF |
| -------------------------------------------------------- | ------------------------- | ----------- |
| Num                                                      | Coureur                   | Pos         |
| 21                                                       | Guillaume Martin (FRA)    | 20e         |
| 22                                                       | Simon Geschke (GER)       | 49e         |
| 23                                                       | Nathan Haas (AUS)         | 101e        |
| 24                                                       | Emmanuel Morin (FRA)      | AB-8        |
| 25                                                       | Anthony Perez (FRA)       | 57e         |
| 26                                                       | Pierre-Luc Périchon (FRA) | 100e        |
| 27                                                       | Kenneth Vanbilsen (BEL)   | AB-8        |
| Directeur sportif : Alain Deloeuil, Christian Guiberteau |                           |             |

| Ineos Grenadiers IGD                              | Ineos Grenadiers IGD     | Ineos Grenadiers IGD |
| ------------------------------------------------- | ------------------------ | -------------------- |
| Num                                               | Coureur                  | Pos                  |
| 31                                                | Geraint Thomas (GBR)     | 3e                   |
| 32                                                | Andrey Amador (CRC)      | 93e                  |
| 33                                                | Tao Geoghegan Hart (GBR) | 10e                  |
| 34                                                | Michał Kwiatkowski (POL) | 68e                  |
| 35                                                | Richie Porte (AUS)       | 1er                  |
| 36                                                | Carlos Rodríguez (ESP)   | 33e                  |
| 37                                                | Dylan van Baarle (NED)   | 59e                  |
| Directeur sportif : Gabriel Rasch, Servais Knaven |                          |                      |

| Jumbo-Visma TJV                                     | Jumbo-Visma TJV         | Jumbo-Visma TJV |
| --------------------------------------------------- | ----------------------- | --------------- |
| Num                                                 | Coureur                 | Pos             |
| 41                                                  | Steven Kruijswijk (NED) | 15e             |
| 42                                                  | Robert Gesink (NED)     | 43e             |
| 43                                                  | Lennard Hofstede (NED)  | AB-5            |
| 44                                                  | Sepp Kuss (USA)         | 23e             |
| 45                                                  | Tony Martin (GER)       | 106e            |
| 46                                                  | Timo Roosen (NED)       | 80e             |
| 47                                                  | Jonas Vingegaard (DEN)  | 51e             |
| Directeur sportif : Grischa Niermann, Merijn Zeeman |                         |                 |

| Movistar Team MOV                                    | Movistar Team MOV        | Movistar Team MOV |
| ---------------------------------------------------- | ------------------------ | ----------------- |
| Num                                                  | Coureur                  | Pos               |
| 51                                                   | Miguel Ángel López (COL) | 6e                |
| 52                                                   | Jorge Arcas (ESP)        | 69e               |
| 53                                                   | Imanol Erviti (ESP)      | 71e               |
| 54                                                   | Enric Mas (ESP)          | 11e               |
| 55                                                   | José Joaquín Rojas (ESP) | 67e               |
| 56                                                   | Alejandro Valverde (ESP) | 14e               |
| 57                                                   | Carlos Verona (ESP)      | 31e               |
| Directeur sportif : José Luis Arrieta, Pablo Lastras |                          |                   |

| Bora-Hansgrohe BOH                                  | Bora-Hansgrohe BOH        | Bora-Hansgrohe BOH |
| --------------------------------------------------- | ------------------------- | ------------------ |
| Num                                                 | Coureur                   | Pos                |
| 61                                                  | Wilco Kelderman (NED)     | 4e                 |
| 62                                                  | Patrick Gamper (AUT)      | AB-8               |
| 63                                                  | Patrick Konrad (AUT)      | 12e                |
| 64                                                  | Nils Politt (GER)         | 78e                |
| 65                                                  | Lukas Pöstlberger (AUT)   | 58e                |
| 66                                                  | Michael Schwarzmann (GER) | AB-8               |
| 67                                                  | Frederik Wandahl (DEN)    | 117e               |
| Directeur sportif : Enrico Poitschke, André Schulze |                           |                    |

| AG2R Citroën Team ACT                            | AG2R Citroën Team ACT        | AG2R Citroën Team ACT |
| ------------------------------------------------ | ---------------------------- | --------------------- |
| Num                                              | Coureur                      | Pos                   |
| 71                                               | Ben O'Connor (AUS)           | 8e                    |
| 72                                               | Dorian Godon (FRA)           | 54e                   |
| 73                                               | Jaakko Hänninen (FIN)        | 32e                   |
| 74                                               | Oliver Naesen (BEL)          | 77e                   |
| 75                                               | Aurélien Paret-Peintre (FRA) | 13e                   |
| 76                                               | Greg Van Avermaet (BEL)      | 81e                   |
| 77                                               | Clément Venturini (FRA)      | AB-5                  |
| Directeur sportif : Julien Jurdie, Didier Jannel |                              |                       |

| Israel Start-Up Nation ISN                         | Israel Start-Up Nation ISN   | Israel Start-Up Nation ISN |
| -------------------------------------------------- | ---------------------------- | -------------------------- |
| Num                                                | Coureur                      | Pos                        |
| 81                                                 | Christopher Froome (GBR)     | 47e                        |
| 82                                                 | Alexander Cataford (CAN)     | 85e                        |
| 83                                                 | Omer Goldstein (ISR) (route) | 79e                        |
| 84                                                 | Ben Hermans (BEL)            | 19e                        |
| 85                                                 | Reto Hollenstein (SUI)       | 75e                        |
| 86                                                 | Alexis Renard (FRA)          | 111e                       |
| 87                                                 | Mads Würtz Schmidt (DEN)     | AB-8                       |
| Directeur sportif : Rik Verbrugghe, Óscar Guerrero |                              |                            |

| Astana-Premier Tech APT                          | Astana-Premier Tech APT                 | Astana-Premier Tech APT |
| ------------------------------------------------ | --------------------------------------- | ----------------------- |
| Num                                              | Coureur                                 | Pos                     |
| 91                                               | Ion Izagirre (ESP)                      | 7e                      |
| 92                                               | Alex Aranburu (ESP)                     | 72e                     |
| 93                                               | Dmitriy Gruzdev (KAZ)                   | 108e                    |
| 94                                               | Alexey Lutsenko (KAZ) (route et chrono) | 2e                      |
| 95                                               | Yuriy Natarov (KAZ)                     | 95e                     |
| 96                                               | Benjamin Perry (CAN)                    | AB-2                    |
| 97                                               | Óscar Rodríguez Garaicoechea (ESP)      | 50e                     |
| Directeur sportif : Dmitriy Fofonov, Steve Bauer |                                         |                         |

| Arkéa-Samsic ARK                                     | Arkéa-Samsic ARK        | Arkéa-Samsic ARK |
| ---------------------------------------------------- | ----------------------- | ---------------- |
| Num                                                  | Coureur                 | Pos              |
| 101                                                  | Nairo Quintana (COL)    | 18e              |
| 102                                                  | Winner Anacona (COL)    | 88e              |
| 103                                                  | Warren Barguil (FRA)    | 38e              |
| 104                                                  | Anthony Delaplace (FRA) | AB-7             |
| 105                                                  | Łukasz Owsian (POL)     | 65e              |
| 106                                                  | Laurent Pichon (FRA)    | 87e              |
| 107                                                  | Clément Russo (FRA)     | AB-8             |
| Directeur sportif : Yvon Ledanois, Sébastien Hinault |                         |                  |

| Lotto-Soudal LTS                                  | Lotto-Soudal LTS         | Lotto-Soudal LTS |
| ------------------------------------------------- | ------------------------ | ---------------- |
| Num                                               | Coureur                  | Pos              |
| 111                                               | Tim Wellens (BEL)        | 92e              |
| 112                                               | Steff Cras (BEL)         | 64e              |
| 113                                               | Sébastien Grignard (BEL) | 107e             |
| 114                                               | Matthew Holmes (GBR)     | 102e             |
| 115                                               | Sylvain Moniquet (BEL)   | 37e              |
| 116                                               | Harry Sweeny (AUS)       | AB-8             |
| 117                                               | Brent Van Moer (BEL)     | 83e              |
| Directeur sportif : Maxime Monfort, Herman Frison |                          |                  |

| Bahrain Victorious TBV                           | Bahrain Victorious TBV  | Bahrain Victorious TBV |
| ------------------------------------------------ | ----------------------- | ---------------------- |
| Num                                              | Coureur                 | Pos                    |
| 121                                              | Dylan Teuns (BEL)       | 25e                    |
| 122                                              | Santiago Buitrago (COL) | 55e                    |
| 123                                              | Eros Capecchi (ITA)     | AB-1                   |
| 124                                              | Sonny Colbrelli (ITA)   | 76e                    |
| 125                                              | Jack Haig (AUS)         | 5e                     |
| 126                                              | Marco Haller (AUT)      | 110e                   |
| 127                                              | Mark Padun (UKR)        | 36e                    |
| Directeur sportif : Rolf Aldag, Xavier Florencio |                         |                        |

| UAE Team Emirates UAD                            | UAE Team Emirates UAD           | UAE Team Emirates UAD |
| ------------------------------------------------ | ------------------------------- | --------------------- |
| Num                                              | Coureur                         | Pos                   |
| 131                                              | Andrés Camilo Ardila (COL)      | 103e                  |
| 132                                              | Mikkel Bjerg (DEN)              | 42e                   |
| 133                                              | Sven Erik Bystrøm (NOR) (route) | 91e                   |
| 134                                              | Joe Dombrowski (USA)            | 27e                   |
| 135                                              | Alexander Kristoff (NOR)        | 113e                  |
| 136                                              | Brandon McNulty (USA)           | 40e                   |
| 137                                              | Ivo Oliveira (POR)              | AB-5                  |
| Directeur sportif : Allan Peiper, John Wakefield |                                 |                       |

| Deceuninck-Quick Step DQT                        | Deceuninck-Quick Step DQT    | Deceuninck-Quick Step DQT |
| ------------------------------------------------ | ---------------------------- | ------------------------- |
| Num                                              | Coureur                      | Pos                       |
| 141                                              | Florian Sénéchal (FRA)       | 115e                      |
| 142                                              | Shane Archbold (NZL)         | 114e                      |
| 143                                              | Kasper Asgreen (DEN) (route) | 73e                       |
| 144                                              | Josef Černý (CZE)            | 118e                      |
| 145                                              | Ian Garrison (USA)           | AB-2                      |
| 146                                              | Fabio Jakobsen (NED)         | AB-8                      |
| 147                                              | Stijn Steels (BEL)           | 112e                      |
| Directeur sportif : Wilfried Peeters, Brian Holm |                              |                           |

| Trek-Segafredo TFS                                     | Trek-Segafredo TFS      | Trek-Segafredo TFS |
| ------------------------------------------------------ | ----------------------- | ------------------ |
| Num                                                    | Coureur                 | Pos                |
| 151                                                    | Michel Ries (LUX)       | 60e                |
| 152                                                    | Julien Bernard (FRA)    | 74e                |
| 153                                                    | Kenny Elissonde (FRA)   | 28e                |
| 154                                                    | Mattias Skjelmose (DEN) | 21e                |
| 155                                                    | Ryan Mullen (IRL)       | AB-8               |
| 156                                                    | Mads Pedersen (DEN)     | AB-3               |
| 157                                                    | Jasper Stuyven (BEL)    | 62e                |
| Directeur sportif : Steven de Jongh, Yaroslav Popovych |                         |                    |

| Team BikeExchange BEX                             | Team BikeExchange BEX  | Team BikeExchange BEX |
| ------------------------------------------------- | ---------------------- | --------------------- |
| Num                                               | Coureur                | Pos                   |
| 161                                               | Kevin Colleoni (ITA)   | AB-7                  |
| 162                                               | Brent Bookwalter (USA) | 97e                   |
| 163                                               | Tsgabu Grmay (ETH)     | 39e                   |
| 164                                               | Kaden Groves (AUS)     | AB-5                  |
| 165                                               | Damien Howson (AUS)    | 16e                   |
| 166                                               | Barnabás Peák (HUN)    | 98e                   |
| 167                                               | Andrey Zeits (KAZ)     | AB-7                  |
| Directeur sportif : Lorenzo Lapage, Marco Pinotti |                        |                       |

| Team DSM DSM                                         | Team DSM DSM          | Team DSM DSM |
| ---------------------------------------------------- | --------------------- | ------------ |
| Num                                                  | Coureur               | Pos          |
| 171                                                  | Marco Brenner (GER)   | 82e          |
| 172                                                  | Felix Gall (AUT)      | 22e          |
| 173                                                  | Chad Haga (USA)       | 56e          |
| 174                                                  | Martin Salmon (GER)   | 116e         |
| 175                                                  | Martijn Tusveld (NED) | 45e          |
| 176                                                  | Ilan Van Wilder (BEL) | 44e          |
| 177                                                  | Kevin Vermaerke (USA) | 70e          |
| Directeur sportif : Wilbert Broekhuizen, Rudie Kemna |                       |              |

| B&B Hotels p/b KTM BBK                               | B&B Hotels p/b KTM BBK      | B&B Hotels p/b KTM BBK |
| ---------------------------------------------------- | --------------------------- | ---------------------- |
| Num                                                  | Coureur                     | Pos                    |
| 181                                                  | Pierre Rolland (FRA)        | 29e                    |
| 182                                                  | Franck Bonnamour (FRA)      | 84e                    |
| 183                                                  | Maxime Chevalier (FRA)      | 48e                    |
| 184                                                  | Cyril Gautier (FRA)         | AB-8                   |
| 185                                                  | Eliot Lietaer (BEL)         | 63e                    |
| 186                                                  | Quentin Pacher (FRA)        | 30e                    |
| 187                                                  | Sebastian Schönberger (AUT) | 89e                    |
| Directeur sportif : Gilles Pauchard, Samuel Dumoulin |                             |                        |

| Intermarché-Wanty-Gobert Matériaux IWG                     | Intermarché-Wanty-Gobert Matériaux IWG | Intermarché-Wanty-Gobert Matériaux IWG |
| ---------------------------------------------------------- | -------------------------------------- | -------------------------------------- |
| Num                                                        | Coureur                                | Pos                                    |
| 191                                                        | Louis Meintjes (RSA)                   | 17e                                    |
| 192                                                        | Jan Bakelants (BEL)                    | 35e                                    |
| 193                                                        | Jérémy Bellicaud (FRA)                 | 109e                                   |
| 194                                                        | Théo Delacroix (FRA)                   | 105e                                   |
| 195                                                        | Jasper De Plus (BEL)                   | AB-8                                   |
| 196                                                        | Kévin Van Melsen (BEL)                 | 104e                                   |
| 197                                                        | Loïc Vliegen (BEL)                     | AB-6                                   |
| Directeur sportif : Hilaire Van der Schueren, Bart Wellens |                                        |                                        |

| Qhubeka Assos TQA                                       | Qhubeka Assos TQA      | Qhubeka Assos TQA |
| ------------------------------------------------------- | ---------------------- | ----------------- |
| Num                                                     | Coureur                | Pos               |
| 201                                                     | Fabio Aru (ITA)        | 26e               |
| 202                                                     | Sander Armée (BEL)     | 53e               |
| 203                                                     | Carlos Barbero (ESP)   | 86e               |
| 204                                                     | Sean Bennett (USA)     | 52e               |
| 205                                                     | Michael Gogl (AUT)     | NP-4              |
| 206                                                     | Robert Power (AUS)     | AB-2              |
| 207                                                     | Dylan Sunderland (AUS) | 99e               |
| Directeur sportif : Lars Michaelsen, Gino Van Oudenhove |                        |                   |